# Akwesasne 59
Akwesasne Indian Reserve 59 är ett reservat i Kanada.   Det ligger i provinsen Ontario, i den sydöstra delen av landet, 100 km öster om huvudstaden Ottawa.
Omgivningarna runt Akwesasne Indian Reserve 59 är en mosaik av jordbruksmark och naturlig växtlighet. Runt Akwesasne Indian Reserve 59 är det glesbefolkat, med 20 invånare per kvadratkilometer.